# GNV Sirio
Le GNV Sirio est un ferry rapide de la compagnie italienne Grandi Navi Veloci. Construit aux chantiers Fincantieri de Castellammare di Stabia de 2003 à 2004 pour la compagnie Tirrenia sous le nom de Nuraghes, il s'agit d'un navire dérivé de la classe Bithia, série de trois navires rapides commandée par l'ex-compagnie publique. Mis en service en juillet 2004 sur la desserte des lignes intérieures italiennes entre le continent et la Sardaigne, il navigue sous les couleurs de Tirrenia jusqu'en 2023 avant d'être brièvement transféré au sein de la flotte de Moby Lines sous le nom de Moby Vinci. Vendu fin 2023 au groupe MSC, il est intégré à la flotte de sa filiale GNV à partir de mars 2024 et dessert depuis le mois d'avril les liaisons entre l'Italie continentale et la Sicile.

## Historique

### Origines et construction
Au début des années 2000, la compagnie publique Tirrenia di Navigazione, principale concessionnaire des lignes maritimes entre le continent italien, la Sardaigne et la Sicile, entreprend la construction d'une série de navires rapides destinés aux liaisons vers la Sardaigne. Inspirés par les ferries rapides exploités par les armateurs grecs opérant en mer Adriatique depuis la seconde moitié des années 1990, les ferries Bithia, Janas et Athara, mis en service entre 2001 et 2003, ont immédiatement rencontré un important succès auprès de la clientèle. Mais la conception de ces navires a toutefois été conditionnée par le cahier des charges de la convention de service public qui ne justifiait alors pas l'augmentation de la capacité de roulage sur les lignes sardes. Alors que le programme de renouvellement de la flotte se poursuit, la compagnie obtient finalement de la part de l'État l'autorisation d'aligner des navires plus capacitaires. C'est ainsi que les futurs navires devant compléter la classe Bithia se verront dotés d'un pont garage supérieur bien plus vaste que leurs aînés, abritant notamment un car-deck. Ce changement principal, en plus de conférer aux navires une allure plus massive, augmentera aussi significativement le tonnage, ce qui aura pour conséquence une légère réduction de leur vitesse, l'appareil propulsif étant le même que celui équipant la classe Bithia. Hormis cela, les nouvelles unités reprendrons dans leur ensemble les caractéristiques des précédents navires avec une apparence similaire ainsi qu'une disposition identique des aménagements intérieurs.
Tout comme les navires de la classe Bithia, les nouveaux ferries de Tirrenia sont commandés aux chantiers Fincantieri de Castellammare di Stabia. Le premier d'entre eux, baptisé Nuraghes en référence aux tours caractéristiques de la civilisation nuragique, est mis sur cale le 3 septembre 2003 et lancé le 24 janvier 2004. À l'issue des travaux de finitions s'étalant sur un peu plus de cinq mois, il est réceptionné par Tirrenia le 5 juillet.

### Service

#### Tirrenia/Moby Lines (2004-2024)

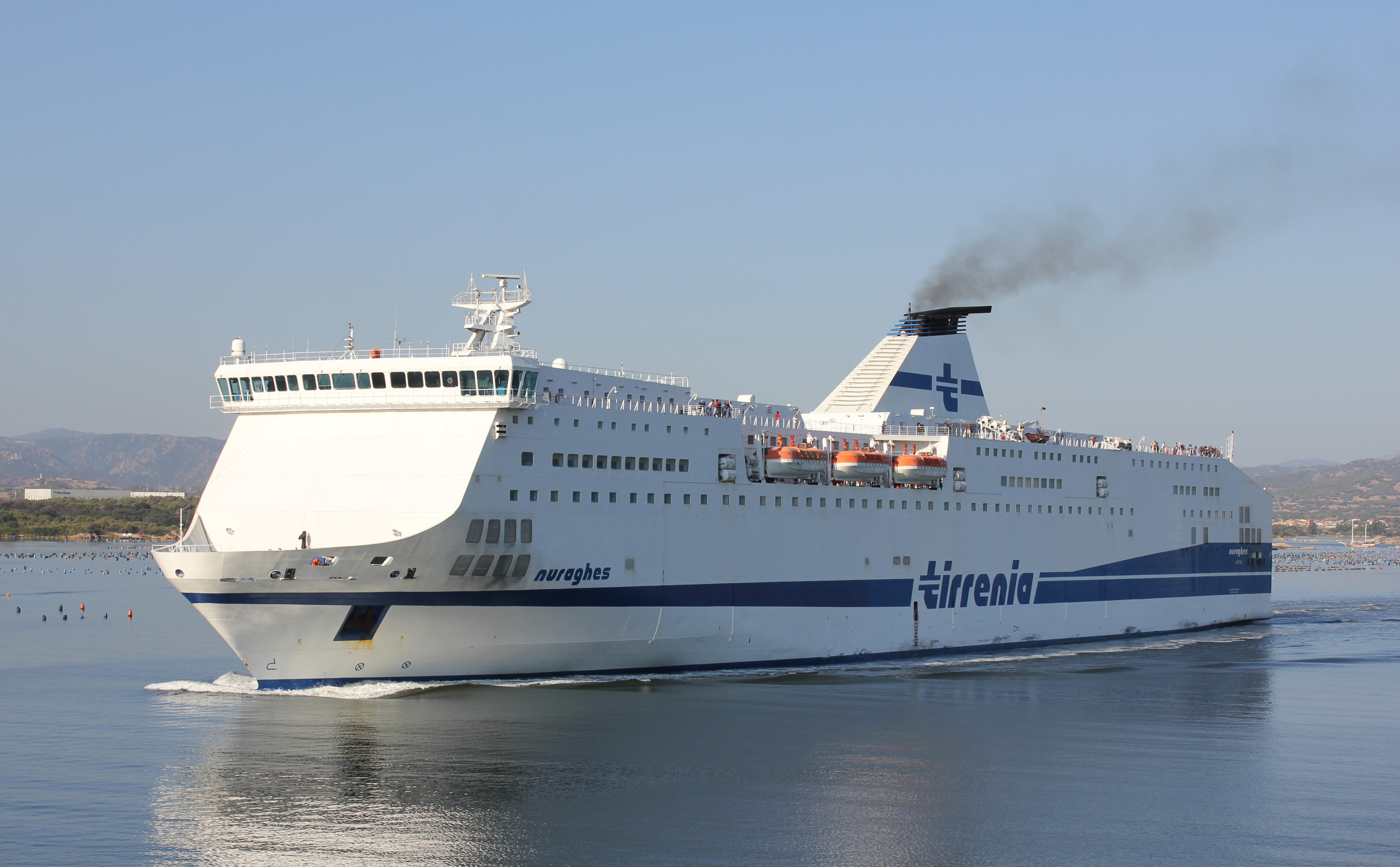
Le Nuraghes dans son état initial.

Le Nuraghes est mis en service le 15 juillet 2004 sur la liaison Civitavecchia - Olbia. Quelques mois plus tard, il connaît son premier incident dans la soirée du 17 septembre, alors qu'il est amarré au poste n°3 du môle d'Olbia, le navire est heurté vers 20h00 par La Superba de la compagnie Grandi Navi Veloci pendant que celui-ci réalise sa manœuvre d'accostage par mauvais temps. Le choc occasionne plusieurs dégâts à bord du Nuraghes au niveau de la proue, de la passerelle de navigation, de la poupe mais également des dispositifs de sécurité avec notamment la destruction d'une embarcation de sauvetage. Aucun passager ne se trouvait à bord au moment de l'impact et tous les membres de l'équipage sont sains et saufs. La responsabilité de la collision sera imputée au commandant de La Superba qui n'a pas sollicité l'assistance d'un remorqueur alors que les conditions météorologiques étaient dégradées.
Au mois de mars 2005, le navire est rejoint par son sister-ship le Sharden mis en service sur des itinéraires similaires. Avec les navires de la classe Bithia, ils sont alors les ferries les plus longs sous pavillon italien et le resteront jusqu'à la mise en service des jumeaux Cruise Barcelona et Cruise Roma en 2008.
Le 21 juin 2006, alors que le Nuraghes, en provenance de Civitavecchia avec à son bord 187 passagers et 61 membres d'équipages, pénètre dans le golfe d'Olbia aux alentours de 13h, le navire est soudainement abordé sur tribord par le Moby Fantasy. Le choc est si violent que ce dernier voit son étrave arrachée et le Nuraghes en ressort quant à lui avec une brèche béante au niveau du garage principal et supérieur. Malgré l'importance des dégâts, les deux ferries n'ont pas été endommagés sous la ligne de flottaison et la totalité de leurs occupants sont sains et saufs. Plus tard, l'enquête incriminera l'équipage du Nuraghes qui avait maintenu la vitesse à 28 nœuds alors que le navire naviguait près des côtes. De plus, la visibilité ce jour-là était considérablement réduite en raison de la présence de brouillard et aucune communication sonore ou VHF n'a été établie par les deux navires. Réparé à Naples, le Nuraghes reprend par la suite son service.

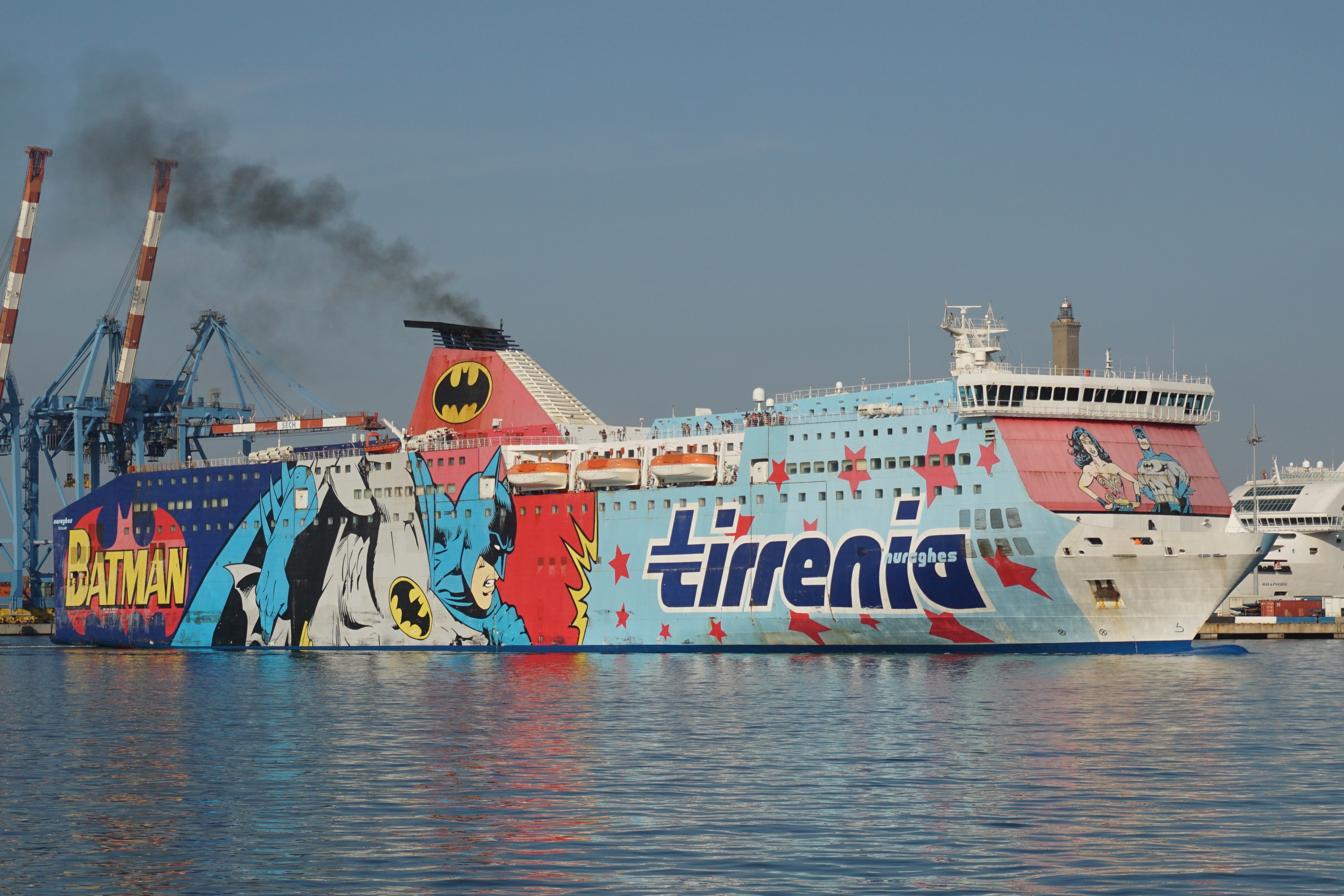
Le Nuraghes arborant la livrée de Tirrenia à l'effigie des personnages de DC Comics.

En 2012, dans le cadre de sa privatisation, Tirrenia est en partie rachetée par la compagnie concurrente Moby Lines via la Compagnia Italiana di Navigazione (CIN). Les actifs de l'ancienne Tirrenia di Navigazione sont alors transférés au sein d'une nouvelle entité baptisée Tirrenia CIN qui prend la succession de l'ex-compagnie publique. À l'instar d'une grande partie de la flotte, le Nuraghes est transféré au sein de la nouvelle société. Si cet évènement n'occasionne que peu de changement pour le navire, le rachat progressif des parts restantes par Moby va amener à la prise de contrôle totale de Tirrenia par cette dernière en 2015. Ainsi, au printemps 2017, les premiers changements liés au rachat par Moby interviennent avec l'abandon de la livrée historique du Nuraghes au profit d'une décoration à l'effigie de personnages de comics issus de l'univers DC. Par la suite, la quasi-totalité de la flotte recevra une livrée similaire. 
Après un début d'année 2020 perturbé par la pandémie de Covid-19, le Nuraghes et le Sharden vont connaître une utilisation différente des années précédentes et être employés à partir de l'été sur la liaison Livourne - Olbia pour le compte de Moby Lines en remplacement des jumeaux Moby Aki et Moby Wonder transférés pour leur part au départ de Gênes. De retour sur les lignes de Tirrenia à l'issue de la saison estivale, ils seront de nouveau exploités sur Livourne - Olbia durant les étés 2021 et 2022.
En 2023, Moby Lines décide de transférer de manière permanente le Nuraghes sous ses couleurs en vue de la saison estivale. À cet effet, le navire rejoint le 5 avril les chantiers Palumbo de Messine et entre en carénage. Au cours de celui-ci, sa livrée est entièrement effacée de ses flancs et les logos de Moby ainsi que la baleine bleue, emblème de la compagnie, sont ajoutés. Il change également de nom et devient le Moby Vinci. Le navire quitte ensuite la forme le 28 avril et rejoint Civitavecchia. Durant le printemps et l'été, le navire relie principalement Livourne et Olbia aux côtés du nouveau Moby Fantasy. À l'issue de la saison estivale, Moby annonce que le Moby Vinci et le Sharden seront cédés au groupe MSC, entré il y a peu dans l'actionnariat de la compagnie. En attendant la livraison prévue pour 2024, le Moby Vinci continue de naviguer pour le compte de Moby Lines entre Livourne, Civitavecchia et Olbia. Le 18 janvier 2024, le navire accoste à Gênes en provenance de Porto Torres et achève sa dernière traversée pour le compte de Moby et Tirrenia.

#### Grandi Navi Veloci (depuis 2024)
Transféré au sein de la filiale Grandi Navi Veloci (GNV), le navire est conduit en cale sèche aux chantiers de Gênes dans le courant du mois de février et repeint aux couleurs de l'armateur avec notamment le logo affiché en lettres géantes sur la coque. Rebaptisé GNV Sirio, il entre en service sur les liaisons de GNV le 24 avril. Principalement affecté à la desserte de la Sicile entre Gênes et Palerme, il navigue également vers la Sardaigne ou la Tunisie de manière occasionnelle.

## Aménagements
Le GNV Sirio possède 10 ponts. Si le navire s'étend en réalité sur 11 ponts, l'un d'entre eux est absent au niveau du garage pour permettre le transport de remorques. Les locaux passagers occupent la totalité des ponts 5 et 6 ainsi qu'une grande partie du pont 7 tandis que les parties de l'équipage se trouvent à l'avant du pont 7 et sur le pont 8. L'entièreté des ponts 3, 4, 4/5 ainsi que l'avant des ponts 2 et 1 abritent quant à eux les garages.

### Locaux communs
Le GNV Sirio est équipé d'une grande variété d'installations toutes situées sur le pont 6. Parmi elles se trouvent un bar-salon et un piano-bar situés vers l'arrière, un restaurant à la carte et un restaurant self-service situés à l'avant, ainsi qu'un cinéma, une salle de jeux de cartes, une bibliothèque et une boutique au centre.

### Cabines
Le GNV Sirio dispose de 326 cabines situées situées majoritairement sur le pont 5 ainsi qu'à l'arrière du pont 7. Ces cabines, internes et externes, sont le plus souvent équipée de deux à quatre couchettes ainsi que de sanitaires comprenant douche, WC et lavabo. En plus de ces cabines, le navire propose 952 places en fauteuils Pullman répartis au sein de deux salons situés sur le pont 7.

## Caractéristiques
Le GNV Sirio mesure 214 mètres de long pour 26,40 m de large et son tonnage est de 39 798 UMS. Le navire a une capacité 2 910 passagers et est pourvu d'un garage pouvant accueillir 1 100 véhicules répartis sur cinq niveaux. Le garage est accessible par deux portes rampes situées à l'arrière. La propulsion est assurée par quatre moteurs diesels Wärtsilä 12V46C développant une puissance de 51 360 kW entraînant deux hélices à pas variable faisant filer le bâtiment à une vitesse de 28 nœuds. Le GNV Sirio possède six embarcations de sauvetage fermées de grande taille, trois sont situées de chaque côté vers le milieu du navire. Elles sont complétées par deux canot semi-rigide ainsi que plusieurs radeaux de sauvetage à coffre s'ouvrant automatiquement au contact de l'eau. Le navire est doté de deux propulseurs d'étrave facilitant les manœuvres d'accostage et d'appareillage.

## Lignes desservies
Pour le compte de Tirrenia de 2004 à 2023, le Nuraghes effectue toute l'année la liaison entre le continent italien et la Sardaigne. Initialement, le navire était positionné toute l'année entre Civitavecchia et Olbia et naviguait parfois sur d'autres axes de la compagnie de manière occasionnelle. Depuis plusieurs années, il alterne généralement entre la ligne Gênes - Porto Torres et Civitavecchia - Olbia en basse saison et navigue également à partir de 2020 entre Livourne et Olbia pour le compte de Moby Lines, d'abord durant les périodes estivales avant d'être transféré au sein de la flotte de Moby en 2023.
Depuis avril 2024, le navire est employé à titre principal sur les lignes de Grandi Navi Veloci vers la Sicile entre Gênes et Palerme et dessert occasionnellement d'autres destinations de GNV telles que la Sardaigne et la Tunisie.